# Wasyl Bożenko
Wasyl Nazarowicz Bożenko (ukr. Василь Назарович Боженко; ur. 1867, 1869 lub 1871 w Bereżynce, zm. 21 sierpnia 1919) – ukraiński robotnik i działacz rewolucyjny, dowódca pułku w 1 Ukraińskiej Dywizji Radzieckiej.

## Życiorys
Brał udział w wojnie rosyjsko-japońskiej jako feldfebel armii rosyjskiej. W 1907 r. został aresztowany i skazany na trzy lata więzienia z powodu zaangażowania w rosyjski ruch rewolucyjny. Od 1915 r. pracował w Kijowie w zakładach stolarskich, stał na czele związku robotników pracujących przy obróbce drewna. W marcu 1917 r. wstąpił do partii bolszewickiej i został wybrany do Kijowskiej Rady Delegatów Robotniczych, natomiast w październiku - do jej komitetu wykonawczego. Dowodził oddziałem Czerwonej Gwardii złożonym z robotników, brał udział w powstaniu robotniczym przeciwko Ukraińskiej Centralnej Radzie w styczniu 1918 r. W tym ostatecznie przegranym powstaniu jego oddział walczył w kijowskiej dzielnicy Demijiwka. 
Po wkroczeniu wojsk niemieckich i austro-węgierskich na ziemie ukraińskie, po podpisaniu traktatu brzeskiego, tworzył oddziały partyzanckie do walki z nimi, a następnie także z popieranym przez Niemców rządem Pawła Skoropadskiego. Jesienią 1918 r. został dowódcą sformowanego w Unieczy Pułku Taraszczańskiego, który wszedł do 1 Ukraińskiej Dywizji Radzieckiej i brał razem z nią udział w interwencji radzieckiej na Ukrainie. Siły dowodzone przez Bożenkę brały udział w marszu na Kijów, zakończonym wkroczeniem bolszewickiej armii do niebronionego miasta (rząd Symona Petlury opuścił je, nie dysponując siłami niezbędnymi do obrony, i udał się do Winnicy). 5 lutego 1919 r. za udział w operacji kijowskiej Pułk Taraszczański został odznaczony Honorowym Czerwonym Sztandarem, a Bożenko - złotą bronią osobistą. 
Od kwietnia 1919 r. Bożenko dowodził 2 brygadą 1 Ukraińskiej Dywizji Radzieckiej, natomiast w sierpniu tego samego roku 44 Brygadą Strzelecką. W tym samym miesiącu zachorował, zmarł i został pochowany w Żytomierzu.

## Upamiętnienie

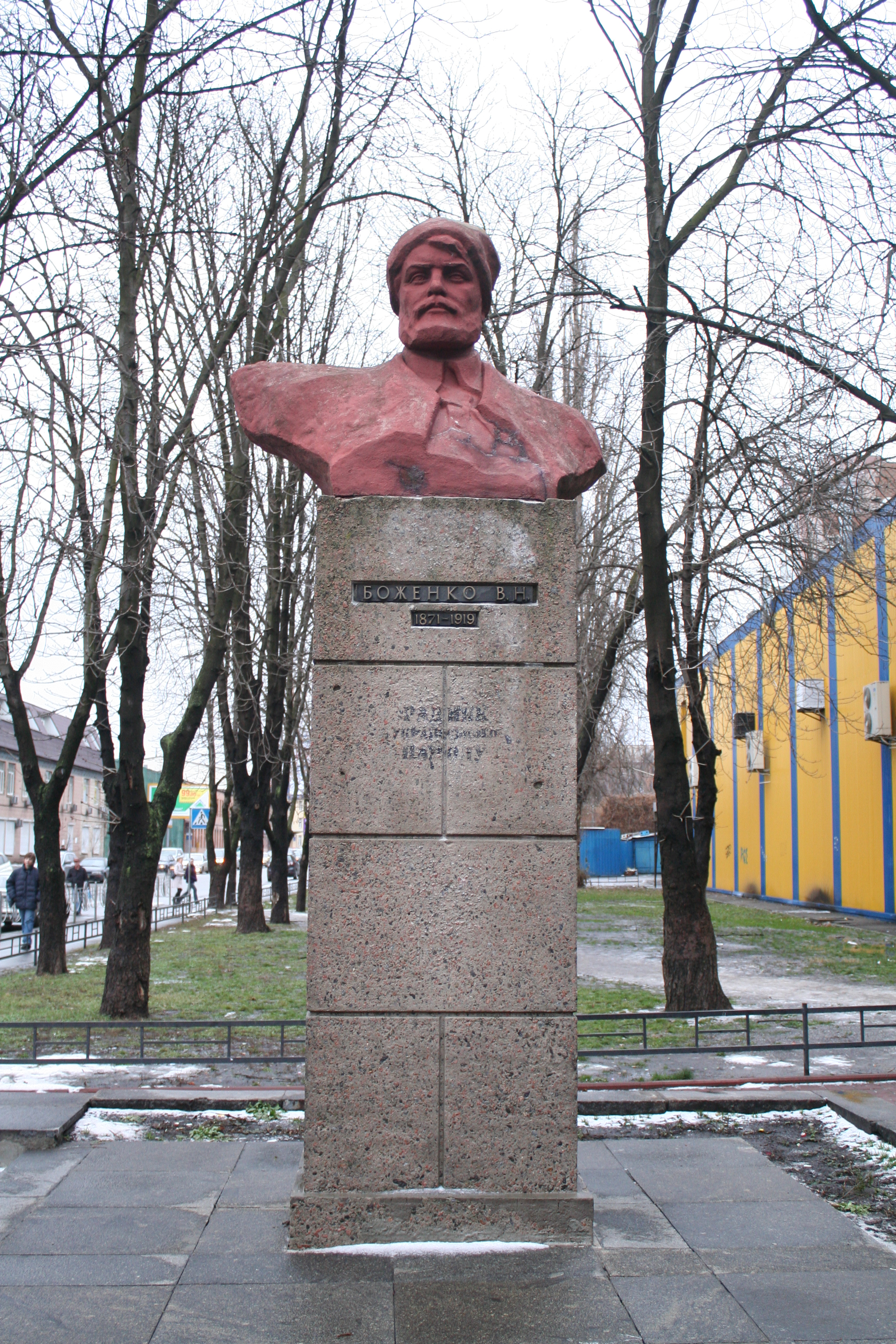
Pomnik Bożenki w Kijowie, stan z 2010 r.

Wasyl Bożenko jest jednym z bohaterów filmu Ołeksandra Dowżenki Szczors. 
Pomniki Bożenki zostały wzniesione w jego rodzinnej wsi oraz w 1967 r. Kijowie. Pomnik ten uległ zniszczeniu podczas burzy w 2015 r. Jego imieniem nazwano również kijowskie zakłady stolarskie, w których pracował oraz ulicę, przy której są położone. W ramach polityki dekomunizacji nazwę ulicy zmieniono na ul. Malewicza.